# Ковзна симетрія

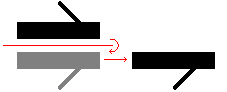
Приклад ковзної симетрії

Завдяки тому, що відбитки стоп мають симетрію ковзного відбиття, застосування операції ковзного відбиття відобразить кожен лівий відбиток в правий відбиток і навпаки, що приведе до конфігурації невідрізненної від початкової.

Ковзна симетрія — ізометрія Евклідової площини: комбінація відбиття відносно прямої {\displaystyle l} і перенесення на вектор паралельний до {\displaystyle l}. Зміна порядку операцій дає той самий результат. Іноді, ми можемо вважати відбиття окремим випадком ковзної симетрії з нульвим вектором паралельного перенесення. 
Ковзну симетрію можна представити у вигляді 3 осевих симетрій.